# Desa Kebonpedes (administrativ by i Indonesien, lat -6,93, long 106,97)
Desa Kebonpedes är en administrativ by i Indonesien.   Den ligger i provinsen Jawa Barat, i den västra delen av landet, 80 km söder om huvudstaden Jakarta.